# Кукарача (фильм)
«Кукара́ча» (груз. კუკარაჩა) — художественный фильм, снятый в 1982 году патриархом советского грузинского кино 80-летним Сико Долидзе совместно с дочерью, Кети Долидзе, по одноимённой повести Нодара Думбадзе. В широкий прокат картина вышла в 1983 году.

## Сюжет
Место действия фильма — предвоенный Тбилиси. Рассказчику и участнику событий в фильме Тамазу в описываемое время нет ещё двенадцати; он же — альтер эго автора, которому в момент написания повести уже за пятьдесят.
В квартале появляется новый участковый милиционер, младший лейтенант Георгий Тушурашвили по прозвищу «Кукарача» (в фильме происхождение прозвища не раскрывается), участник советско-финской войны. Со временем жители квартала проникаются уважением и доверием к участковому милиционеру.
Вскоре начальник Кукарачи майор Сабашвили поручает ему допросить служащую аптеки Ингу Лалиашвили, которая, по слухам, является любовницей Муртало, опасного вора и убийцы. На допросе слухи подтверждаются, Кукарача решает во что бы то ни стало вернуть девушку на праведный путь.
После ограбления ювелирного магазина в Таганроге, Кукарача арестовывает Муртало, одного из его участников, в квартире Инги, однако девушка умоляет отпустить бандита, считая, что тот может сбежать и убить её, либо попросить об этом кого-либо из своих сообщников. Кукарача освобождает Муртало, и, сообщив о его бегстве, отправляется на гауптвахту.
После освобождения Кукарача начинает встречаться с Ингой, пока квартал не облетает весть о его убийстве. Кукарача умирает, а его убийцу, Муртало, судят. Муртало рассчитывает, что Инга даст показания в его пользу, но ошибается, и расстрел за убийство милиционера становится неизбежен.
На следующий день, 22 июня 1941 года начинается война, и об этой истории все забывают, ненадолго вспомнив о ней в 1943 году, когда с фронта приходит сообщение о гибели медсестры Лалиашвили.

## В ролях
- Леван Учанейшвили — Кукарача (он же участковый инспектор Георгий Тушурашвили)
- Нинель Чанкветадзе — Инга Лалиашвили
- Заза Колелишвили — Муртало, он же Шалва Хизанишвили
- Марина Джанашия — Анна Ивановна
- Ладо Татишвили — Тамаз
- Гиви Тохадзе — майор милиции Давид Сабашвили
- Дудухана Церодзе — Марта
- Лиа Капанадзе (в титрах — Д. Капанадзе)
- Тамаз Толорая — продавец арбузов и дынь
- Георгий Кавтарадзе

## Дублирование
- Владимир Шамшурин — режиссёр дубляжа
- А. Бычкова — звукооператор дубляжа

Роли дублируют:
- Станислав Захаров — Кукарача
- Марина Дюжева — Инга
- Вадим Спиридонов — Муртало
- Лариса Данилина — Анна Ивановна
- Вася Старостин — Тамаз
- Владислав Ковальков — Давид Сабашвили
- Нина Зорская
- Тамара Сёмина
- Валентин Брылеев
- Михаил Козаков — читает текст от автора

Фильм дублирован на киностудии «Мосфильм».

## Фестивали и награды
- 1983 — XVI Всесоюзный кинофестиваль (Ленинград) по разделу художественных фильмов: приз фильму «Кукарача» в номинации «За экранное воплощение литературного произведения»[1].